# Национально-республиканская партия России
Национально-республиканская партия России — российская националистическая партия, основанная в 1991 году Николаем Лысенко. Партия придерживалась национал-патриотической ориентации и находилась на правом фланге политического спектра. Являлась одной из наиболее известных радикально-националистических организаций. Выступала за строительство в России унитарного государства и мононационального общества с экономикой «китайского типа», с обязательным подавлением любых проявлений «космополитизма» и «интернационализма».
В партии также состояли такие видные русские националисты, как Пётр Хомяков и Юрий Беляев.
Сформировалась на базе Республиканской народной партии России.
В ноябре 1991 года в Петербурге Молодёжным центром НРПР был создан Русский Национальный Легион. Бойцы Русского Национального Легиона сражались в Приднестровье на стороне непризнанной Приднестровской Молдавской Республики, принимали участие в боевых действиях на территории Югославии на стороне сербов. В боях погибло 6 партийцев.
15 января 1992 года Министерство юстиции Российской Федерации зарегистрировало Устав Национально-республиканской партии России, ставшей, таким образом, первой национальной русской политической партией, официально действующей в стране после октябрьской революции 1917 года.
28-29 ноября 1992 года в Москве прошёл очередной III Всероссийский съезд Национально-республиканской партии России. На съезде была принята новая Политическая Программа партии, Декларация "О праве русского народа на воссоединение" и ряд резолюций ("О защите чести и национального достоинства граждан России", "О Совете глав республик Российской Федерации" и другие). 
В 1993 году НРПР предприняла попытку участия в парламентских выборах, однако для регистрации не хватило 6000 подписей. Тогда партия зарегистрировала своего председателя Н. Лысенко по одномандатному Саратовскому округу. Благодаря поддержке партийного актива Николай Лысенко стал депутатом Государственной Думы. 
3 декабря 1994 года в Санкт-Петербурге состоялся IV Всероссийский съезд Национально-республиканской партии России. На этом съезде произошёл раскол партии на две фракции во главе с Николай Лысенко и Юрием Беляевым.  
В 1995 году партия принимала участие в выборах в Госдуму, затем, видимо после ареста Лысенко в 1996, произошёл распад Партии.
Фракция Беляева в 2000 году партия была перерегистрирована как Партия Свободы.